# Мухоловка маньчжурська
Мухоловка маньчжурська (Cyanoptila cumatilis) — вид горобцеподібних птахів родини мухоловкових (Muscicapidae). Мешкає в Східній і Південно-Східній Азії. Раніше вважався конспецифічним з синьою мухоловкою.

## Поширення і екологія
Манжчжурські мухоловки гніздяться в лісах Китаю. Взимку вони мігрують на Малайський півострів та на Суматру.

## Збереження
МСОП класифікує стан збереження цього виду як близький до загрозливого. За оцінками дослідників, популяція манчжурських мухоловок становить від 10 до 20 тисяч птахів. Їм загрожує знищення природного середовища.